# Обикновен босилек
Обикновеният босилек (Ocimum basilicum), известен още като „царска билка“ (от гр. basilicum – царски), е едногодишно тревисто растение с голо четириръбесто стъбло. Разклонено достига до височина 60 cm. Листата му са яйцевидно-продълговати с дълги дръжки и заострени в края. Цветовете са предимно бели, много рядко лилаво-бели или червени. Плодовете са сухи и след като узреят се разпадат на четири малки семенца. Цъфти от юни до септември.
Като билка и подправка се използва надземната част на растението, най-често стръковете в пресен вид, като се бере по време на цъфтежа, а за сушене – преди цъфтежа. Съдържа етерично масло, горчиво вещество, гликозиди, танини, органични киселини, минерални соли. Родина на босилека са тропиците на Азия и Африка. Отглежда се културно в Европа от векове.

## Легенди
С босилека са свързани много поверия и легенди. В Индия босилекът е „обречен“ на бог Вишну, защото предпазва от ужасната митична змия, която „убива с очи“. В Египет се е използвал при балсамирането на мъртвите. По време на Римската империя поднесен стрък босилек е бил знак за изразяване на любов. В Мексико се е смятало, че ако носиш стръкче босилек в джоба си, това ще ти донесе пари, а любимият човек ще ти е вечно верен. В Европа през средните векове хората смятали, че под него се развъждат скорпиони. От гръцки неговото име се превежда като „крал“, а според индийската религия той е свещен аромат.

## Босилекът като лечебно растение
Босилекът има антисептично, противоспазматично, болкоуспокояващо, противовъзпалително и леко възбуждащо действие. Прилага се при инфекциозно-възпалителни процеси на пикочно-половите и дихателни пътища, при умора и при депресия. Приеман в големи дози е токсичен. Външно се използва за налагане при кожни обриви и отоци.
Според българската народна медицина, сок от пресните листа на босилека се използва при гнойни възпаления на средното ухо, както и при трудно заздравяващи рани.

## Кулинарни качества
В кулинарията е незаменима съставка в много ястия от италианската кухня (спагети, макарони, пица), подправка за печени говежди и птичи меса. От него се приготвя прочутия италиански сос песто.
Отлично се свързва с всякакви доматени сосове.